# Carlo Fassi
Carlo Fassi (Milão, 20 de dezembro de 1929 – Lausana, Suíça, 20 de março de 1997) foi um patinador artístico e treinador italiano, que competiu no individual masculino e nas duplas. No individual masculino ele conquistou uma medalha de bronze em campeonatos mundiais, duas medalhas de ouro, uma de prata e duas de bronze em campeonatos europeus e foi decacampeão do campeonato nacional italiano. Fassi disputou os Jogos Olímpicos de Inverno de 1948 e de 1952 terminando na décima quinta e sexta posições, respectivamente.
Competiu também nas duplas, com sua parceira Grazia Barcellona foi eneacampeão campeonato nacional italiano e também competiu nos Jogos Olímpicos de Inverno de 1948 terminando na décima terceira posição.

## Vida pessoal
Fassi nasceu em Milão, e foi filho de um construtor. Ele falava cinco línguas. Ele se casou com Christa Fassi (von Kuczkowski) em 1960. Eles tiveram três filhos: Ricardo, Monica, e Lorenzo.

## Principais resultados

### Individual masculino
| Resultados                                            | Resultados      | Resultados      | Resultados      | Resultados      | Resultados      | Resultados        | Resultados        | Resultados       | Resultados        | Resultados      | Resultados    | Resultados    | Resultados    | Resultados    |
| Internacional                                         | Internacional   | Internacional   | Internacional   | Internacional   | Internacional   | Internacional     | Internacional     | Internacional    | Internacional     | Internacional   | Internacional | Internacional | Internacional | Internacional |
| Evento/Temporada                                      | 1944– 1945      | 1945– 1946      | 1946– 1947      | 1947– 1948      | 1948– 1949      | 1949– 1950        | 1950– 1951        | 1951– 1952       | 1952– 1953        | 1953– 1954      |               |               |               |               |
| ----------------------------------------------------- | --------------- | --------------- | --------------- | --------------- | --------------- | ----------------- | ----------------- | ---------------- | ----------------- | --------------- | ------------- | ------------- | ------------- | ------------- |
| Jogos Olímpicos                                       |                 |                 |                 | 15.º            |                 |                   |                   | 6.º              |                   |                 |               |               |               |               |
| Campeonato Mundial                                    |                 |                 |                 |                 | 8.º             |                   | 6.º               | 6.º              | Medalha de bronze |                 |               |               |               |               |
| Campeonato Europeu                                    |                 |                 |                 |                 | 4.º             | Medalha de bronze | Medalha de bronze | Medalha de prata | Medalha de ouro   | Medalha de ouro |               |               |               |               |
| Nacional                                              |                 |                 |                 |                 |                 |                   |                   |                  |                   |                 |               |               |               |               |
| Campeonato Italiano                                   | Medalha de ouro | Medalha de ouro | Medalha de ouro | Medalha de ouro | Medalha de ouro | Medalha de ouro   | Medalha de ouro   | Medalha de ouro  | Medalha de ouro   | Medalha de ouro |               |               |               |               |
|                                                       |                 |                 |                 |                 |                 |                   |                   |                  |                   |                 |               |               |               |               |
| Legenda: Competição não foi disputada nesta temporada |                 |                 |                 |                 |                 |                   |                   |                  |                   |                 |               |               |               |               |

### Duplas com Grazia Barcellona
| Resultados                                            | Resultados      | Resultados      | Resultados      | Resultados      | Resultados      | Resultados      | Resultados      | Resultados      | Resultados      | Resultados    | Resultados    | Resultados    | Resultados    | Resultados    |
| Internacional                                         | Internacional   | Internacional   | Internacional   | Internacional   | Internacional   | Internacional   | Internacional   | Internacional   | Internacional   | Internacional | Internacional | Internacional | Internacional | Internacional |
| Evento/Temporada                                      | 1945– 1946      | 1946– 1947      | 1947– 1948      | 1948– 1949      | 1949– 1950      | 1950– 1951      | 1951– 1952      | 1952– 1953      | 1953– 1954      |               |               |               |               |               |
| ----------------------------------------------------- | --------------- | --------------- | --------------- | --------------- | --------------- | --------------- | --------------- | --------------- | --------------- | ------------- | ------------- | ------------- | ------------- | ------------- |
| Jogos Olímpicos                                       |                 |                 | 13.º            |                 |                 |                 |                 |                 |                 |               |               |               |               |               |
| Campeonato Europeu                                    |                 |                 |                 | 9.º             |                 |                 |                 |                 |                 |               |               |               |               |               |
| Nacional                                              |                 |                 |                 |                 |                 |                 |                 |                 |                 |               |               |               |               |               |
| Campeonato Italiano                                   | Medalha de ouro | Medalha de ouro | Medalha de ouro | Medalha de ouro | Medalha de ouro | Medalha de ouro | Medalha de ouro | Medalha de ouro | Medalha de ouro |               |               |               |               |               |
|                                                       |                 |                 |                 |                 |                 |                 |                 |                 |                 |               |               |               |               |               |
| Legenda: Competição não foi disputada nesta temporada |                 |                 |                 |                 |                 |                 |                 |                 |                 |               |               |               |               |               |